# Louise Hansson
Louise Hansson (Rönninge, 24 november 1996) is een zwemmer uit Zweden.
Op de Olympische Zomerspelen van Rio de Janeiro in 2016 zwom Hansson voor Zweden op de
100 meter vlinderslag, de
200 meter vlinderslag, de
4x100 meter estafette vrije slag, de
4x200 meter estefatte vrije slag en de
4x100 meter wisselslagestafette.
Louise Hansson is de oudere zus van Olympisch zwemster Sophie Hansson.